# ليمي (بلدية)
ليمي هي بلدية في مدينة تورينو الحضرية في منطقة بيدمونت الإيطالية ، وتقع على بعد حوالي 35 كيلومتر (22 ميل) شمال غرب تورينو .
تقع ليمي على حدود البلديات التالية: علاء دي ستورا وبالم وميزينيل وأوسيجليو و فيو و كوندوف .